# Tohmajärvi
Tohmajärvi – gmina w Finlandii, położona we wschodniej części kraju, należąca do regionu Karelia Północna.